# Miriam Michel
Miriam Michel (* 1979 in Saarbrücken) ist eine deutsche Regisseurin, Künstlerin, Dramaturgin, Autorin und Dokumentarfilmerin.

## Leben
Schon im Teenager-Alter drehte Michel Performance-Videos, stellte Collagen und Kunstwerke her und organisierte ihre erste eigene Kunstausstellung. Sie studierte Theaterwissenschaft, Amerikanistik und Soziologie an der Johannes Gutenberg-Universität zu Mainz und schloss das Studium mit Magister Artium ab, bevor sie von 2003 bis 2005 als Regieassistentin mit Ulrich Greb ans Schlosstheater Moers ging. Dort inszenierte sie ihr Debüt Die Kurve von Tankred Dorst.
Seit 2005 arbeitet Miriam Michel als freie Regisseurin unter anderem in Neuss, Luxemburg, Greifswald, Köln, Moers, Hagen und Halle (Saale), Münster, Reelkirchen und Essen.
2006 gründete sie die Performance-Kompanie dorisdean. Von 2011 bis 2022 spezialisiert sich Miriam Michel auf die künstlerische Auseinandersetzung und Recherche des Lebens von körperlich behinderten Menschen und strukturierte die Kompanie dorisdean zu einem „mix-abled Ensemble“ um. Die Gruppe gewann 2014 den Förderpreis des Petra-Meurer-Preises in Dortmund. 2016 gewann dorisdean mit Hypergamie – Hochzeit mit Hindernissen den Jury-Preis des Favoriten Festival Dortmund.
Miriam Michel arbeitete im Bereich Kinder- und Jugendtheater und in der Projektarbeit mit Jugendlichen und Kindern, z. B. am lutzhagen, orchesterhagen, KJT Dortmund und dem Grillo-Theater Essen. Sie war außerdem für die Ruhrtriennale, die Salzburger Festspiele und die TV-Produktionsfirmen Orange Film und Network Movie tätig.

## Regie (Auswahl)
- 2004: Entertain us… eine musikalische Hommage an Kurt Cobain. Schlosstheater Moers
- 2005: Die Kurve von Tankred Dorst. Schlosstheater Moers
- 2006: Koeppen im Nacken, Projekt über Wolfgang Koeppens Jugend. Koeppenhaus Greifswald; Theater Vorpommern; 100°Grad
- 2007: Der Ring. Die Nibelungen. nach Katja Fillmann. Theater am Schlachthof Neuss
- 2007: Publikumsbeschimpfungen nach Peter Handke. Theater am Schlachthof Neuss
- 2007: Je ne me souvien riens von Andri Beyeler. Deutsche Erstaufführung, Theater am Schlachthof Neuss
- 2008: Mehr Ich!, frei nach Motiven aus Matt Ruffs Ich und die Anderen. Performativer Citytrip durch Köln und Hagen von Goltz+Silber
- 2010: Heimat 20.10 von Christina Kühnreich. Uraufführung beim Kulturfestival Stummer Schrei, Tirol
- 2011: Behinderungen – Die Recherche (Performance). Sommerblut Festival Köln
- 2011: Glaube mir. Kurzfilm, 7 Minuten
- 2012: Nur ein Tag von Martin Baltscheit – lutzhagen
- 2013: Hiob von Joseph Roth in der Fassung von Koen Tachelet. lutzhagen
- 2013: I like to play von dorisdean (Performance). Made in Düsseldorf Festival
- 2014: Tauben im Gras von Wolfgang Koeppen, für die Bühne bearbeitet von Miriam Michel. Erstaufführung, lutzhagen
- 2014: Tote Pinguine schmecken nicht von Martin Baltscheit. UA lutzhagen
- 2014: Wasser in der Stadt von dorisdean (Performance). Zündstoff Festival lutzhagen
- 2015: Prinz Sternschnuppe von Lisa Sommerfeldt. UA lutzhagen
- 2015:  Haltung, bitte! von dorisdean (Performance). „Farben des Tanzes“-Festival am Theater Hagen
- 2015:  Krähe und Bär von Martin Baltscheit. UA lutzhagen
- 2015: Männer die auf Bäume starren. Dokumentarfilm
- 2016: Frerk, du Zwerg! von Martin Baltscheit. lutzhagen.
- 2017: Weltentöchter. Forschungsperformance an den Landungsbrücken Frankfurt/Main.
- 2018: Es tut uns leid, Margarete. Spielshow Performance von dorisdean. Zeche1 Bochum.
- 2020: Jesus Cries Superstar. Mini-VideoSerie. Droste Fest 2020. Center for Literature Burg Hülshoff.
- 2021: Paradise/Desperate Times. Gruppenausstellung mit Krista Burger, Mirka Farabegoli, Anja Kreysing. Hawerkamp Münster.
- 2022: Fame – das Musical. TheaterJugendOrchester-Projekt. Theater Münster.
- 2023: LUSTIGE LECTURE PERFORMANCE: Sprich in der Öffentlichkeit nicht über dein Alter. Bochum, Mülheim/R., Münster.
- 2024: Text im Kopf - Remote Reading Malina. Kopfhörer Performance. Burg Hülshoff Center for Literature Münster, Wasserschloss Reelkirchen.